# Cyathea dombeyi
Cyathea dombeyi là một loài thực vật có mạch trong họ Cyatheaceae. Loài này được (Desv.) Lellinger mô tả khoa học đầu tiên năm 1987.